# آمي بيتش
آمي بيتش (بالإنجليزية Amy Beach) (و. 5 سبتمبر 1867 – ت. 27 ديسمبر 1944) عازفة بيانو وملحنة أمريكية، وهي أول سيدة أمريكية تؤلف سيمفونية. أدت أوركسترا بوسطن السيمفوني عملها السيمفونية الغالية عام 1896. أنجح أعمالها الأخرى لموسيقى الآلات، التي كانت في الطابع الذي ينتمي لأواخر العصر الرومانسي شبهت بموسيقى برامز تشمل كونشرتو للبيانو، وسوناتا للكمان، وخماسية للبيانو. كما كتبت نحو 100 أغنية أفضلها «نشوة»، «العام في الربيع» و«آه الحب يوم واحد فقط»، تعكس ابتكارها اللحني وحرفيتها العالية.

## سنواتها الأولى
آمي بيتش ولدت في هنيكر، نيو هامبشاير (بالإنجليزية: Henniker, New Hampshire), وربتها عائلة مشهورة من نيو إنغلاند. واستطاعت أن تغني بصوت عال في عامها الأول. ثم ألفت مكافحة لحن  (بالإنجليزية: counter-melody)  في عامها الثاني. ثم تعلمت القراءة في عامها الرابع.
في عام 1875 عائلة بيتش انتقلت إلى بوسطون حيث نصحوا بالإدخال آمي بيتش إلى المعهد الموسيقي. ولكنهم اختاروا التعليم المخلي. فوظفوا يوهان ارنست بيرابو (johann Ernst Perabo) ثم كارل بايرمان (ِCarl bearmann) ليعلموا امي بيتش البيانو

## روابط خارجية
- آمي بيتش على موقع IMDb (الإنجليزية)
- آمي بيتش على موقع الموسوعة البريطانية (الإنجليزية)
- آمي بيتش على موقع ميوزك برينز (الإنجليزية)
- آمي بيتش على موقع أول ميوزيك (الإنجليزية)
- آمي بيتش على موقع ديسكوغز (الإنجليزية)
- آمي بيتش على موقع ديسكوغز (الإنجليزية)